# Melothria fluminensis
Melothria fluminensis är en gurkväxtart som beskrevs av George Gardner. Melothria fluminensis ingår i släktet Melothria och familjen gurkväxter. Inga underarter finns listade i Catalogue of Life.